# Олексіївка (Каланчацька селищна громада)
Олексі́ївка — село в Україні, у Каланчацькій селищній громаді Скадовського району Херсонської області. Населення становить 558 осіб.

## Історія
Село засноване у 1861 році переселенцями з Бессарабії.
24 лютого 2022 року село тимчасово окуповане російськими військами під час російсько-української війни.

## Населення
Згідно з переписом УРСР 1989 року чисельність наявного населення села становила 627 осіб, з яких 309 чоловіків та 318 жінок.
За переписом населення України 2001 року в селі мешкали 554 особи.

### Мова
Розподіл населення за рідною мовою за даними перепису 2001 року:
| Мова       | Відсоток |
| ---------- | -------- |
| українська | 93,37 %  |
| російська  | 4,30 %   |
| білоруська | 0,90 %   |
| інші       | 1,43 %   |

## Відомі люди
Уродженцем села є Паляниця Андрій Віталійович — солдат, міністерство внутрішніх справ України, учасник російсько-української війни 2014 року.